# Bihartorda
Bihartorda es un pueblo ubicado en el distrito de Püspökladány, en el condado de Hajdú-Bihar, Hungría.

## Superficie
Posee una superficie de 22,38 kilómetros cuadrados.

## Demografía
Hasta 2019 la población era de 916 habitantes, con una densidad de población de 40,93 habitantes por kilómetro cuadrado.